# Ben Silvey
Ben Silvey, Geburtsname Benjamin Silberman (* 23. Mai 1894 in New York; † 7. Februar 1948 in Hollywood, Kalifornien) war ein US-amerikanischer Regieassistent, der bei der Oscarverleihung 1934 für den Oscar für die beste Regieassistenz nominiert war.

## Leben
Silvey begann 1929 bei Wedding Rings als Regieassistent in der Filmwirtschaft Hollywoods und wirkte in dieser Funktion an der Herstellung von mehr als zehn weiteren Filmen wie The Song of the Flame (1930), Die Rothschilds (1934), Kampf um Indien (1935) und Thanks a Million (1935) mit. Bei der Oscarverleihung 1934 gehörte er zu den Nominierten für den nur einige Jahre vergebenen Oscar für die beste Regieassistenz.
Anschließend war er bis zu seinem Tod bei zehn weiteren Filmen als Produzent oder Produktionsmanager beteiligt wie Jesse James, Mann ohne Gesetz (1939), Rache für Jesse James (1940), Überfall der Ogalalla (1941), Adoptiertes Glück (1941), Das Rettungsboot (1944) sowie Die Schlangengrube (1948). Er arbeitete mit namhaften Filmregisseuren wie Henry King, Fritz Lang, H. Bruce Humberstone, Alfred Hitchcock und Anatole Litvak zusammen.